# Mijnenveger-Oorlogsinsigne

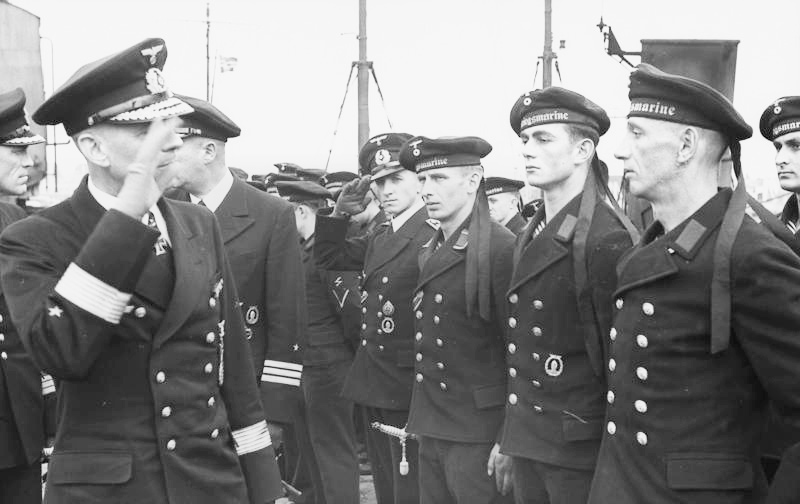
Bemanning, een aantal van hen draagt het Mijnenveger-Oorlogsinsigne

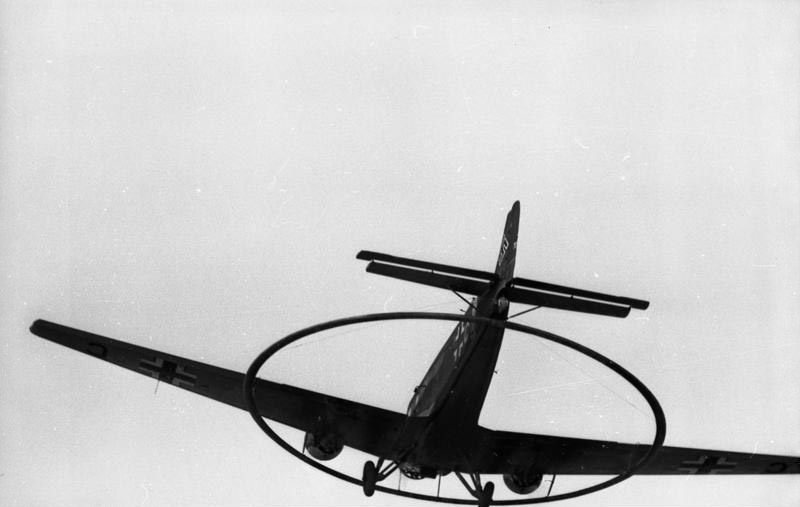
Een Junkers Ju 52/3m MS op zoek naar magnetische mijnen

Het Mijnenveger-Oorlogsinsigne (Duits: Minensucher-Kriegsabzeichen of Kriegsabzeichen für Minensuch-, U-Boot-Jagd- und Sicherungsverbände) was een Duitse onderscheiding die op 31 augustus 1940 door de opperbevelhebber van de Kriegsmarine, grootadmiraal Erich Raeder werd ingesteld. Het insigne werd in twee graden toegekend, in goud en in goud met briljanten. De versierselen waren in werkelijkheid van verguld zilver, verguld en verzilverd tombak, en verguld en verzilverd oorlogsmetaal. Otto Placzek uit Berlijn het ontwierp Mijnenveger-Oorlogsinsigne.
Het insigne kon worden toegekend aan alle bemanningsleden van mijnenvegers en antiduikbootpatrouilles. Een postume toekenning werd uitgesloten. Rijksmaarschalk Hermann Göring had het personeel van de Luftwaffe verboden om ook onderscheidingen van leger of marine te accepteren. Toch maakte hij in 1943 een uitzondering voor de onder bevel van de marine ingezette bemanningen van de Junkers Ju 52/3m MS (Magnetspule). Deze vliegtuigen van de "Minensuchgruppe Mausi" konden vanuit de lucht magnetische mijnen tot ontploffing brengen.
In 1943 werd voor het eerst een Mijnenveger-Oorlogsinsigne met Briljanten toegekend. Dat gebeurde postuum aan Fregattenkapitän Karl-Friedrich Brill. Hij ontving postuum het eikenloof bij zijn Ridderkruis van het IJzeren Kruis op 22 oktober 1944. Ook het met 12 briljanten versierde Mijnenveger-Oorlogsinsigne werd postuum toegekend en aan zijn weduwe overhandigd. Deze toekenning was formeel in strijd met het statuut uit 1940 maar tijdens de Tweede Wereldoorlog was in Duitsland gebruikelijk geworden om de ridderkruisdragers die ook het eikenloof droegen de "Kampfabzeichen", dat zijn militaire onderscheidingen als het Mijnenveger-Oorlogsinsigne met briljanten te verlenen.
Drie andere officieren op mijnenvegers of patrouilleschepen ontvingen eveneens het Eikenloof bij het Ridderkruis van het IJzeren Kruis. Dat waren Kapitän zur See Gerhard von Kamptz op 14 april 1943, Fregattenkapitän Fritz Breithaupt op 10 februari 1944 en Fregattenkapitän Karl Palmgren op 11 juli 1944. Geen van drieën heeft het Mijnenveger-Oorlogsinsigne met Briljanten toegekend gekregen.

## Het versiersel
Het ovale opengewerkte versiersel toont het opspattende water van een ontploffende mijn. Het zilver is daar waar het het wateroppervlak voorstelt gepatineerd. De omringende eikenkrans met daarop de adelaar en het hakenkruis is verguld.
De voornaamste fabrikant was de Firma Schwerin uit Berlijn. Op de achterzijde van hun product staat het stempel (FEC. OTTO PLACZEK AUSF. SCHWERIN BERLIN). Er zijn ook andere fabrikanten bekend zoals de firma F.W. Assmann & Sohn uit Lüdenscheid, (stempel: "A) Adolf Scholze uit Grunwald, (stempel: "A.S. of A.S") Rudolf Karnet & Sohn uit Gablonz, (stempel: "R.K.") Aurich uit Dresden, (stempel: "LM") Rudolf Souval uit Wenen, (stempel: "R.S."), Wilhelm Deumer uit Lüdenscheid, Steinhauer & Luck uit Lüdenscheid, B.H. Mayer uit Pforzheim, en Hymmen & Co uit Lüdenscheid. Ook Walter & Henlein wordt als producent genoemd. Een aantal producenten stempelde met niet meer dan een nummer, bijvoorbeeld "l.7." (Lieferant 7).
De onderscheiding is vanaf de onderkant tot aan de kruin van de adelaar gemeten 54 millimeter lang en 43,5 millimeter breed. Er zijn ook iets grotere versies bekend waarvan de lengte 56 millimeter is bij een breedte van 45 millimeter. De bevestiging is met een gesp op de achterzijde.

## Criteria[1][7][4][8][5]
Het insigne werd in de loop van de oorlog aan een groot aantal opvarenden, van alle rangen, van de mijnenvegers en andere kleine vaartuigen toegekend. Het zou om ongeveer 4300 of 4400 stuks kunnen gaan. Onder hen waren alle overlevenden van de op 15 april 1940 tot zinken gebrachte mijnenlegger Brummer.
De criteria om deze onderscheiding te kunnen ontvangen waren:
- deelname aan drie operationele missies,
- een verwonding tijdens een operationele missie,
- een schipbreuk, en wel na een vijandelijke aanval,
- voorbeeldig gedrag tijdens het vervullen van taken gedurende een periode van 6 maanden,[11]
- het voltooien van een speciale gevaarlijke missie in een met mijnen bezaaid gebied,
- 25 dagen dienst op escorterende vaartuigen,
- deelname aan een missie die bijzonder succesvol verlopen was.

Aan de gebieden waar de operationele inzet voor toekenning van het Mijnenveger-Oorlogsinsigne meetelde werden op 21 en 23 mei 1941, in een geheime order, precieze grenzen gesteld.
De onderscheiding werd op de linkerborstzak gedragen, net onder het IJzeren Kruis 1ste Klasse of een daaraan gelijkwaardige militaire onderscheiding. Er was geen lint of baton maar een kleine uitvoering van het insigne mocht op burgerkleding worden gedragen. Ook het dragen van een miniatuur aan een kleine ketting op de revers van rokkostuums was toegestaan.

## Na de Tweede Wereldoorlog
Dit insigne is van een hakenkruis voorzien. Als gevolg daarvan is het verzamelen, tentoonstellen en verhandelen ervan in Duitsland aan strenge wettelijke regels onderworpen.
De geallieerde mogendheden hebben na de bezetting van Duitsland het dragen van alle Duitse orden en onderscheidingen, dus ook die uit het Duitse Keizerrijk van vóór 1918, verboden. Dat verbod is in de DDR altijd van kracht gebleven. Op 26 juli 1957 vaardigde de Bondsrepubliek Duitsland een wet uit waarin het dragen van onderscheidingen met daarop hakenkruizen of de runen van de SS werd verboden. Het dragen van dit insigne werd net als het dragen van de Orde van Verdienste van de Duitse Adelaar en het Ereteken voor de 9e November 1923, de zogenaamde "Bloedorde", streng verboden. Ook het verzamelen, tentoonstellen en afbeelden van de onderscheiding werd aan strenge regels gebonden. Een aantal onderscheidingen werd ontdaan van de hakenkruizen en soms van hakenkruis en adelaar. In deze gedenazificeerde uitvoering mochten de onderscheidingen worden gedragen. Ook met het Mijnenveger-Oorlogsinsigne is dat het geval.

## literatuur
- (de)  Jörg Nimmergut, Katalog Orden & Ehrenzeichen von 1800 bis 1945, München 2008
- (de)  Sascha Weber, Die Kriegsabzeichen der deutschen Kriegsmarine 1939-45 - "Das Kriegsabzeichen für Minensuch-, U-Bootsjagd- und Sicherungsverbände".